# Koning van Rome
De dynastieke titel "Koning van Rome" (Frans: Roi de Rome") werd tijdens het Eerste Franse Keizerrijk gedragen door de troonopvolger. Er is slechts één koning van Rome geweest. De zoon van Napoleon I en Marie Louise van Oostenrijk, de latere Napoleon II voerde deze titel van 1811 tot 1815.
Rome was officieel de "Tweede Stad van het Keizerrijk". Napoleon speelde graag leentjebuur met de titels en tradities van het Heilige Roomse Rijk. In dit keizerrijk voerden de gekozen opvolger van een regerend keizer en de nog niet gekroonde gekozen keizers de titel van Rooms koning.
De titel "Koning van Rome" trad in de plaats van die van dauphin, de titel van de opvolgers van de Franse koningen.